# Jukka Honkavuori
Jukka Honkavuori (ur. 19 września 1991 roku) – fiński kierowca wyścigowy.

## Kariera
Honkavuori rozpoczął karierę w wyścigach samochodowych w 2007 roku od startów w Formula Ford NEZ oraz w Fińskiej Formule Ford Zetec. Z dorobkiem odpowiednio 11 i 23 punktów uplasował się tam odpowiednio na 20 i 11 pozycji w klasyfikacji generalnej. W późniejszych latach pojawiał się także w stawce Nordyckiej Formuły Renault, Północnoeuropejskiego Pucharu Formuły Renault 2.0, Szwedzkiej Formuły Renault, Fińskiej Formuły Renault, Europejskiego Pucharu Formuły Renault 2.0, MRF Formula 1600 International Challenge oraz MRF Formula 1600 Delhi Championship.

## Statystyki
| Sezon | Seria                                         | Zespół                     | Wyścigi | Zwycięstwa | PP | NO | Podium | Punkty | Pozycja |
| ----- | --------------------------------------------- | -------------------------- | ------- | ---------- | -- | -- | ------ | ------ | ------- |
| 2007  | Formuła Ford NEZ                              | Scuderia Jucca             | 4       | 0          | 1  | 0  | 0      | 11     | 20      |
| 2007  | Fińska Formuła Ford Zetec                     | Scuderia Jucca             | 4       | 0          | 1  | 0  | 0      | 23     | 11      |
| 2008  | Fińska Formuła Ford Zetec                     | Scuderia Jucca/Jarno Metso | 12      | 5          | 2  | 4  | 11     | 222    | 1       |
| 2009  | Fińśka Formuła Renault                        | Koiranen Bros. Motorsport  | 10      | 6          | 6  | 3  | 6      | 225    | 1       |
| 2009  | Szwedzka Formuła Renault                      | Koiranen Bros. Motorsport  | 4       | 0          | 1  | 0  | 1      | 11     | 11      |
| 2009  | Północnoeuropejski Puchar Formuły Renault 2.0 | Koiranen Bros. Motorsport  | 2       | 0          | 0  | 0  | 0      | 23     | 24      |
| 2009  | Nordycka Formuła Renault                      | Koiranen Bros. Motorsport  | 2       | 0          | 2  | 0  | 1      | 27     | 13      |
| 2010  | Europejski Puchar Formuły Renault 2.0         | Koiranen bros. Motorsport  | 12      | 0          | 0  | 0  | 1      | 29     | 10      |
| 2011  | MRF Formula 1600 International Challenge      | Gulf Oil                   | 6       | 1          | 0  | 0  | 5      |        | 3       |
| 2011  | MRF Formula 1600 Delhi Championship           |                            | 2       | 0          | 0  | 0  | 0      | 14     | 7       |